# Chaetosa
Chaetosa is een geslacht van insecten uit de familie van de drekvliegen (Scathophagidae), die tot de orde tweevleugeligen (Diptera) behoort.

## Soorten
- C. churchilli Malloch, 1931
- C. punctipes (Meigen, 1826)